# ニューヨーク市教育局

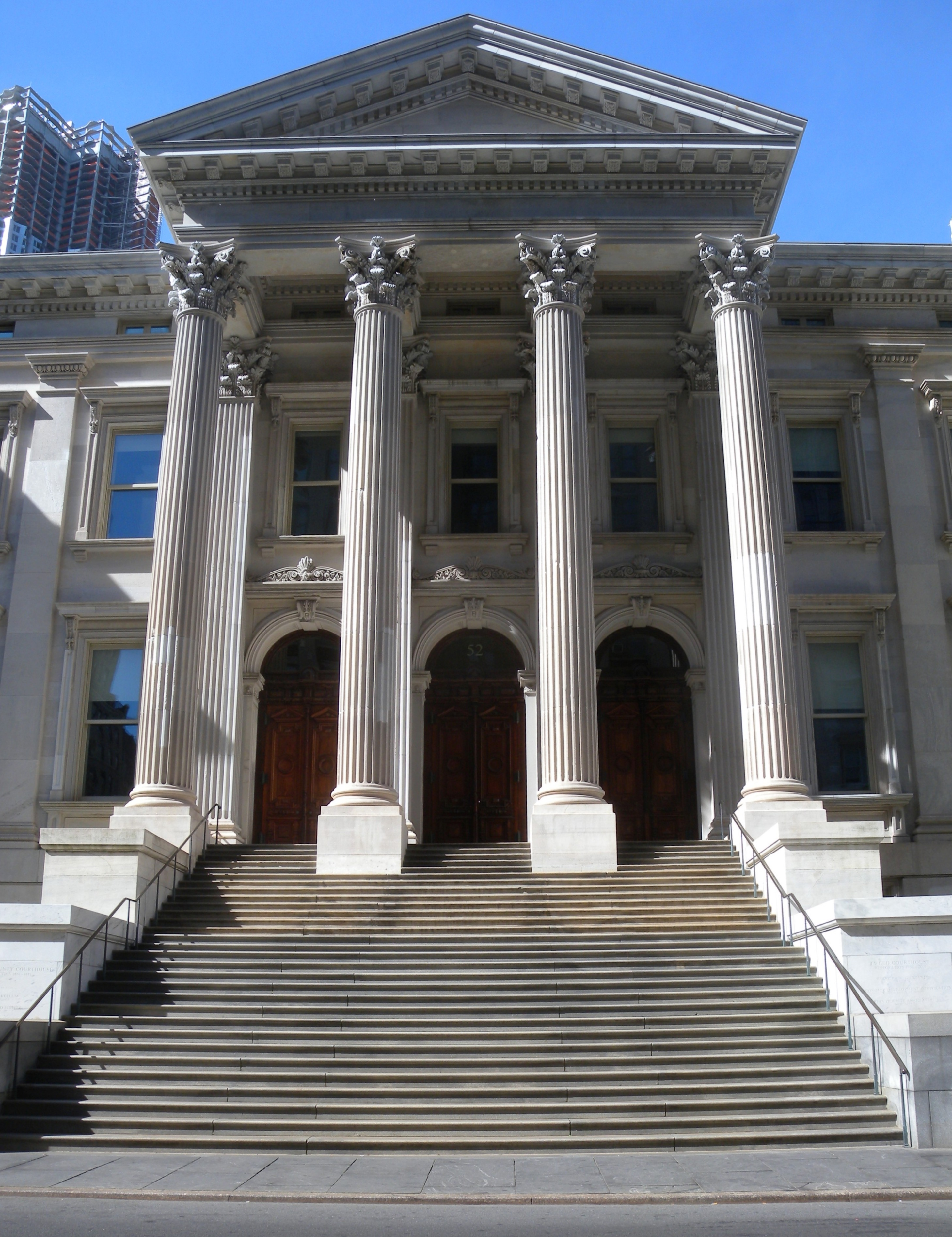
Tweed Courthouse - ニューヨーク市教育局本社

ニューヨーク市教育局（ニューヨークしきょういくきょく、New York City Department of Education、略称NYCDOE）は、ニューヨーク市の公立学校を管理する部門である。これは米国の最大の教育部門システムで、その下には、100万人の生徒が学ぶ1,800の学校がある。
ニューヨーク市教育局はニューヨークの5つの区をカバーしている。この部局はニューヨーク市の教育長長官より運営されている。

## 歴史
1969年にストライキが多発し、地域がもっと教育にかかわるべきだとう要求があり、ニューヨークの市長John Lindsayは学校のコントロールを放棄し、学校のシステムを市長指名を含む教育委員会7名の委員長と32名の地域学校理事会に任せることにした。小学校と中学校は地域理事会にまかせ、高校は教育委員会に任せた。
2002年に 市内の学校のシステムは再編成された。そのコントロールは市長に任され、再編成と改革が行われた。地域理事会は廃止され、教育理事会は、教育政策委員会と命名され、12名のパネルの内、7名は市長から指名され、5名は区長から指名された。
教育の本部は110Livingston Streetから下町のマンハッタンのブルックリンのNew York 支庁社の隣のTweed 裁判所の建物に引っ越してきた。
当時、民主党と共和党の政争が盛んであったため、州の上院議員は学校システム支配の更新ができず、2009年7月 1日、以前の2002年の教育理事会制度に戻さざるを得なかった。
Bloomberg市長は 学校の夏期授業は引き続き行われると言明したが、市の弁護士は政治の移行をよく観察していた。
2009年8月6日、州の上院は次の6年間2002年から2009年と同様、市長にコントロールさせる法案を承認した。
ニューヨークは教育システムは、選挙された教育委員会で行っているわけではない。ニューヨーク市のシステムと同様な都市はニューヨークを含めて10の都市がある。
2011年に教育政策委員会のメンバーPatrick Sullivan（彼は2007年に Manhattan 区長Scott Stringerから 2007年に指名されたのであるが、
市長指名の数を6名に減らし、また、期間を一定の期間するべきであると提案した。そして、ニューヨーク郊外とか中部アメリカであるようなやり方とは違う様にやるべきである、と追加した。

## 教師
2000年より, 教師不足の対応として、また、ニューヨーク州評議員と、落ちこぼれを作らないための初等中等教育法（No Child Left Behind Act）の圧力があり、まだ資格がない教師を使った実験の後に教育局は教師の補充のためにいくつかの新しい革新的プログラムを開始した。それらはNew York City Teaching Fellowsを雇うことを含めて、TOP Scholars Programとか　主に東ヨーロッパからの外国人教師を雇うことが含まれる。市内への転勤する経験ある教師には住宅補助金を用意した。

## 人種分離状態
2012年5月11日、ニューヨーク・タイムズは、ニューヨークはシカゴとダラスに次いで3番目の人種分離状態があると報告した。ヒスパニックの生徒はワシントンハイツとコロナに集中しているし、アジア系生徒はチャイナタウンに圧倒的に住んでいる。一番は、黒人住民街周辺である。住宅的な分離はやや軽減しているが、学校における分離状態は依然としてあると報告している。

## 標準カリキュラム
2003年より、ニューヨークの公立学校において、k-10におけるニューヨークの標準に基づき、数学をコアカリキュラムとした。
- k-10とはkindergarten以後10年継続する学校をいう。
- コア　カリキュラムとは必修科目のことである。

高校を卒業するには数学を最低6単位取らねばならず、1単位は65点以上取らねばならない。

## 人種別による人口統計
ニューヨーク市の公立学校には110万人の生徒が通学している。
公立学校の生徒の約40%は英語以外の一つの言語が話されている地域に住んでおり、ニューヨーカーの3分の1は 外国の生まれである。ニューヨーク市教育局では報告書、登録証明書、危険時の書類、身体検査書類などを家族のために次の言語に翻訳している。スペイン語、フランス語、ドイツ語、中国語、日本語、ウルドゥー語、ペルシア語、インド語、ロシア語、ベンガル語、ハイチ語、朝鮮語とアラビア語。
2007年にはヒスパニックやラテン系アメリカ人の生徒は、39.4%に達し、アフリカ系アメリカ人は32.2%に達した。アメリカ白人とアジア系アメリカ人は夫々14.2%と13.7%である。ネイティブアメリカンは生徒の0.4%を占める。
特殊高校（specialized high schools） は異常に白人、アジア人が多い傾向がある。ニューヨークの特殊高校は中学校の放課後プログラムである。これはアフリカ系アメリカ人とヒスパニック系アメリカ人に特別なレッスンを行い、受験にうかる技術を教えて、高校に入学させる目的であった。外の都市、例えばサンフランシスコ統一学区と異なって、ニューヨークは公立学校の入学にあたり、特に人種による優先権を与えていない。

## 学校の建物
多くの学校の建物は建築学的に重要であり、これは、 C. B. J. Snyderの努力によるものである。いくつかは歴史的にも重要であり、また、重要な人の名称を冠している。
- P.S. 11 （Public school 11のこと）- Purvis J. Behan Public School, 学校長の名前を付けた。
- P.S. 53 - Bay Terrace School is in Bay Terrace, Staten Island. （この島にある）
- P.S. 67 　ブルックリンの 51 St. Edwards St.にあるが、この学校の名前は1863年に校長になった Charles A. Dorsey、にちなんだものだが、後に別の名前に変化した。

ニューヨーク教育局は多くの欠陥がある小学校、中学校、高校を閉鎖してきた。大きな建物のいくつかは　キャンパス（学校の敷地）とかコンプレックス（連合体）などに変わりより小さい、一つ一つは独立している小さな学校が建物内に共に存在している。学校が再編成されるなかで、いくらかのベテラン教師が失職することになった。彼らは代理教師のプール（集団）に入り、それは欠勤している教師予備軍と言われた。2008年11月19日、市の教員の組合（the United Federation of Teachers）が教育局に反応し新しい学校の校長のため、ATRの教師、ガイダンスカンセラーを雇うための財政的奨励金を作ることに合意した。

## 健康と栄養
学校食堂における栄養状態の改善と体育教育の充実とにより、ニューヨーク市は児童生徒の肥満を減らす努力を継続している。
ブルームバーグ市長の第１期には、精白小麦粉から製したパン類の全てを、全粒粉で作ったパンおよびバンズ（ホットドッグおよびハンバーガー用）に置き換えた。 2006年には無調整牛乳を昼食のメニューから除き、低脂肪の乳飲料をも禁止し、スキムミルク（チョコレート入りも有）だけにした。 これに反対する酪農業界の猛烈なロビー活動が行われたにも拘わらずである。 ちなみにニューヨークの学校は、全米でも一番多くミルクを買っている。
2009年10月、教育局はカップケーキのような焼き菓子類の校内販売を禁止したが、一部の学校ではかなりの頻度で継続していた。 教育局は焼き菓子における砂糖濃度の高さを主張し、40%の生徒が肥満であると報告した。 また現在、Frito Lay and Snapple 社の自動販売機は高度に処理された低カロリーのドリトス類（スナック菓子のこと）やジュースを売っている。 交渉の結果、この契約は市長側の随意契約となった。 教育局は野心的な試みの一環として、生徒に健康的なダイエット食品を与えようとした。Frito Lay 社は10月、脂肪を減らしたチップスを自動販売機に入れなければならなかった 。 教育局が認めた減量脂肪ドリトス類には、cornのデキストロース、cornのマルトデキストリン、モノソディウム　グルタメイト、などなどが入っていた。 これらは2009年6月の要求にそった健康スナックであった。
ニューヨークの学校における昼食は、鶏肉のナゲット／フレンチフライ／フレンチトースト／シロップなどといった、過大な加工処理や大量の砂糖添加が行われている食品から成り立っており、ニューヨーク州の要求に応えきれないでいた。 教育局はニューヨーク州が求める健康教育の水準も、いまだ満たしていない。 また運動場の維持や改善が不充分で、それらをad-hoc 教室（人数が増えたりした時の一時的な教室）や駐車場として使っていた。
2011年の1月に、ニューヨークの13学校に在籍する1,100人以上の学生に対し、モーニングピル（翌朝飲んでも妊娠を予防できる経口避妊薬）を提供することが発表される。 Connecting Adolescents to Comprehensive Health と呼ばれるこの計画の試行は、大きな論議を巻き起こした。

## 放送局、テレビ局
この部局はテレビ局 WNYE-TV を1967年から2004年まで営業していた。現在は新しい教育チャンネル　チャンネル25がニューヨーク市情報テクノロジーテレコミュニケーション部局から放映している。
両方の局の放映はブルックリン技術高等学校のアンテナから放送されているが　ワールドトレードセンターNo.2が倒れても数時間放送できるアンテナを備えている。

## 機構
重要な機構をここで述べる。

### 教育政策委員会
教育政策委員会は学校を閉鎖する権利を有する。 半数以上のメンバーは市長が指名する。

### 地域教育評議会
Beth Fertigによれば、地域教育評議会Community Education Councils は父兄が教育に参加する手段であるという。Tim Kremer、（ニューヨーク州地域理事会の会長）によると教育評議会はあまり権力はないが、予算を 審査したりそれらをフィードバックする権力を有する。また、協議会は拒否権も有する。協議会は2002年に作られ、その権力は2009年に”少々”増加した。しかし、 Fertigによると 多くの父兄は市長が協議会を支配していると文句を言っている。Soni Sangha　によると, 評議会は多くの父兄にとって（不明瞭）なもので、あまり知られないし、会議には出席が少ないし、しかし、外の州の教育長長官と機会はある。
主な評議会は32ある。メンバーは各々11名で2名は行政区の区長から指名され9名は地域のPTA リーダーから教育局監視の下で選挙で選ばれる。2009年の選挙には65万ドルがかかった。2011年にまた選挙が行われた。

### 機構の歴史
1960年代の末期, 学校は地域地域でまとめられていた。小学校と中学校は32の学校区でまとめられ、高校は地理的に広い5群にまとめられていた。一つはマンハッタン、ブロンクス、クイーンズ、一つは多くのブルックリン、一つはバージス（ブルックリン内の外の部位とスターテン島）。加えるにオルタナティブ教育を行っているすべての学校、重症不自由児用学校の特別区があった。これらの地区は消滅したが学校の鑑別名としてしばしば使われる。
2003年に これらの地区は10地区に統合された。おのおのの地区はいくつかの小学校区域、中学校区域　それから高校区域である。2005年に, いくつかの学校が自治区（後に権力付与ゾーン）に入り　予算を直接サービスに使用できた。これらの学校はその地区を離れた。
2007年に Mayor Michael Bloomberg and Chancellor Joel I. Klein は、これらの区域を廃止するとアナウンスした。当時以下の機構のうちの一つの学校サポート機構に入ってきた。それらは次の通りである。
- Empowerment Support Organization
- Learning Support Organization
- Community LSO
- Integrated Curriculum and Instruction LSO
- Knowledge Network LSO
- Leadership LSO
- Partnership Support Organization
- Academy for Educational Development PSO
- Center for Educational Innovation Public Education Association PSO
- CUNY Center for School Support and Success PSO
- Fordham University PSO
- New Visions for Public Schools PSO
- Replications, Inc. PSO